# Чон Чжэ Ун
Чон Чжэ Ун (кор. 정재웅, род. 2 июня 1999 года) — корейский конькобежец.
Его младший брат Чон Чжэ Вон — тоже конькобежец.

## Биография
Чон Чжэ Вон родился 2 июня 1999 года в Сеуле.
На зимних юношеских Олимпийских играх 2016 года в норвежском городе Лиллехаммере завоевал серебро в масс-старте и бронзу на дистанции 500 метров.
Участвовал в зимних Олимпийских играх 2018 года в Пхёнчхане на дистанции 1000 метров, в итоге заняв 13-е место.